# Гвинтівка Remington Rolling Block
Remington Rolling Block — лінійка казнозарядних гвинтівок, які випускала з середини 1860-х до початку 20-го століття компанія E. Remington and Sons (пізніше Remington Arms). Затвор був надзвичайно міцним і міг легко витримати збільшення тиску через використання нових бездимних порохів, які почали використовувати наприкінці 1880-х років.
Ці гвинтівки випускали під різні калібри, кільцевого та центрального запалення, в тому числі 12.17x42 мм rimfire, 12.17x44 мм rimfire та 12.17x44 мм безфланцеві шведські та норвезькі набої центрального запалення, .43 Spanish (11.15x58mmR), .50-70, .40-70, .45-70 та пізніше .22 caliber. Пізні моделі випускали під набій .30-06 Springfield, 7×57mm Mauser та 8×50mmR Lebel.

## Службова гвинтівка
Гвинтівка Remington Rolling Block була розроблена на базі карабіну 1863 під набій .50 калібру з роздільним затвором який використовували в кавалерії США під час громадянської війни. Ця рання зброя була розроблена Джозефом Райдером та Леонардом Гейегером для стрільби тим самим набоєм, що й карабін Спенсера. Гвинтівка з роздільним затвором не мала шпори курка, оскільки мав самозведення при відкриванні затвора. В 1865 році Райдер покращив роздільний затвор створивши рулонний затвор, який отримав назву "Remington System". Гвинтівки з рулонними затворами Ремінгтон системи використовував Джордж Армстронг Кастре в Сьомому кавалерійському полку у битві при Літтл-Біггорн в 1876 році, а також їх використовували індіанці під час індіанських воєн.

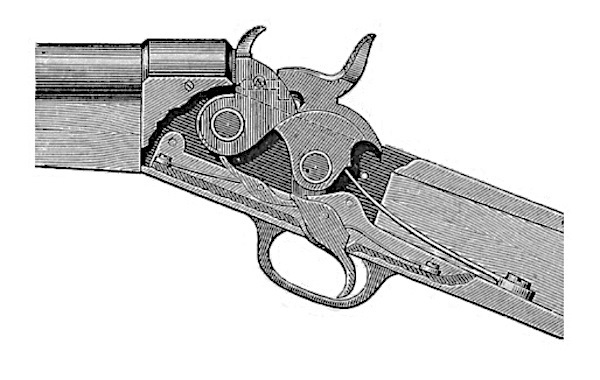
Рулонний затвор (Rolling block)

В 1867 році військові Об'єднаного королівства Швеції та Норвегії стали першими хто прийняв гвинтівку на озброєння. Компанії Carl Gustafs Stads Gevärsfaktori та Husqvarna Vapenfabriks Aktiebolag за ліцензією випустили приблизно 250000 військових гвинтівок та карабінів, а також 85000 цивільних гвинтівок в Швеції та приблизно 53000 гвинтівок в Норвегії компанією Kongsberg Vaapenfabrik. 
Гвинтівки випускали в калібрах 12.17×42ммRF та 12.18×44ммRF (набої є взаємозамінними), під кінець використання випускали також під набій 8×58mmR Danish Krag, гвинтівки з рулонними затвором залишалися на озброєнні шведської армії з 1867 до середини 1890-х, коли її замінив шведський Маузер. В Норвегії вона була стандартною службовою зброє з 1867 до середини 1880-х років, коли її замінили на гвинтівку M1884 Jarmann. Ця гвинтівка під набій .43 Spanish вона була головною службовою гвинтівкою іспанської армії в період 1869–1893 років, а потім її ще багато років використовували резервісти та міліція. Багато гвинтівок з рулонним затвором системи Ремінгтон використовували в Аргентині перед заміною її в 1891 році гвинтівкою Маузера під набій 7,65мм, крім того вона була поширена в Єгипті та Мексиці. 
Як Швеція та Норвегія, Данія прийняла на озброєння цю гвинтівку в 1867 році під набій 11×41,5ммRF (11 мм калібр). Спочатку Королівська армія Данії закупила 40000 гвинтівок та 1800 карабінів в США в період 1867–1868 років. Пізніше на державній фабриці в Копенгагені було випущено 31551 гвинтівку та приблизно 4600 карабінів. Виробництво було припинено в 1888 році, а останні гвинтівки було знято з озброєння в 1940 році. На данській службі її замінила гвинтівка M/1889 Krag–Jørgensen.

## Використання британцями та французами
Британська імперія у 1870-х роках замовила гвинтівки з рулонним затвором системи Ремінгтон для озброєння єгипетської армії. Їх випускали в Льєжі в Бельгії, під набій .43 Egyptian та з клинковим багнетом. Гвинтівки з рулонним затвором використовували проти ансарських дервішей Мухаммада Ахмада під час повстання Махді, в тому числі при обороні Хартума де загинув генерал Гордон. Гвинтівки з декоративними латунними ісламським півмісяцем та арабськими написами на прикладі є не рідкими на колекційному ринку.
Французи замовили 210000 єгипетських гвинтівок з рулонним затвором, щоб компенсувати нестачу штатних гвинтівок Шасспо та "Табакерок" під час французько-прусської війни.
Під час Першої світової війни британській Королівський флот замовив 4500 гвинтівок з рулонним затвором під набій 7мм Mauser, які зробили з залишків гвинтівок Remington, роздавши їх командам тральщиків та кораблів-пасток.< В листопаді 1914 року виробництво гвинтівок з рулонним затвором було відновлено, у формі французького контракту на гвинтівка під набій 8×50ммR Lebel, які були позначені Францією "Fusil Remington modèle 1914". До 1916 року було поставлено 100291 таких гвинтівок, їх використали для озброєння тилових підрозділів.

## Цивільне використання
Разом з гвинтівкою Шарпс це була одна з двох гвинтівок, яку полюбляли мисливці на бізонів, які полювали на стада цих тварин в 1870-х та 1880-х роках. 
Цивільні гвинтівки Remington Rolling Block, а пізніше надлишкові військові гвинтівки, стали дуже популярними серед мисливців в Скандинавії, для полювання на лосів, боєприпаси для гвинтівок були широко доступні на цивільному ринку 1920–1930-х роках. 

## Військові користувачі
- Аргентина[18]
- Австро-Угорщина[18]
- Бельгія
- Болівія[21]
- Бразильська імперія[18]
- Канада
- Чилі[18]
- Династія Цін[18]
- Колумбія[18]
- Коста-Рика[22]
- Куба[18]
- Данія[18] (1867–1940)
- Домініканська Республіка[18]
- Єгипетський хедиват[18]
- Сальвадор[18]
- Ефіопська імперія[23]
- Третя французька республіка[18]
- Королівство Греція[18]
- Гватемала[24]
- Гаїті
- Гондурас[18]
- Королівство Італія[18]
- Ямайка
- Японія[18]
- Корейська імперія[25]
- Мадагаскар[26]
- Мексика[18]
- Монако: Compagnie des Carabiniers du Prince[27]
- Марокко
- Нідерланди[18]
- Нікарагуа
- Норвегія[18]
- Панама
- Папська держава[18]
- Парагвай
- Персія[18]
- Перу[18]
- Пуерто-Рико[18]
- Республіка Філіппіни (1899—1901) : Катіпунан[18]
- Іспанія[18]
- Швеція[18]
- Об'єднане Королівство[18]
- США[18]
- Уругвай[18]
- Trinidad and Tobago
- Венесуела
- Ємен